# Mohammed Waheed Hassan
Mohammed Waheed Hassan Manik (Malé, 3 de enero de 1953) fue Presidente de las Maldivas desde febrero de 2012 hasta noviembre de 2013. Trabajó como presentador de noticias, como oficial de las Naciones Unidas con UNICEF, PNUD y UNESCO y fue miembro del parlamento maldivo. Waheed fue el primer ciudadano maldivo en recibir un doctorado en filosofía, dado por la Universidad de Stanford (Estados Unidos).
Fue el primer Vicepresidente de Maldivas electo democráticamente, desempeñándose en el cargo del 11 de noviembre de 2008 hasta el 7 de febrero de 2012, cuando asume como presidente tras la renuncia de Mohamed Nasheed. Nasheed dijo haber sido amenazado a punta de pistola, por policías y militares para que renunciará; sin embargo, dichas acusaciones fueron negadas por Waheed y sus partidarios. Finalmente fue sucedido en el cargo por Abdulla Yameen el 17 de noviembre de 2013.

## Familia
Waheed es hijo de Hassan Ibrahim Maniku y Aishath Moosa. Es el primero de diez niños.